# Szécsen Miklós
Temerini gróf Szécsen Miklós Antal Ferenc Miksa Virgil (Bécs, 1857. november 26. – Gyöngyösszentkereszt, 1926. május 18.) diplomata, nagykövet, udvarnagy, Szécsen Antal politikus fia.

## Élete
Szécsen Antal gróf és Lamberg Ernesztina grófnő egyetlen fia. Jogi tanulmányai befejeztével diplomáciai szolgálatba lépett és követségi titkárként dolgozott Rómában. Ezt követően különböző fővárosokban szolgált. 1897-től pedig már a Külügyminisztérium első osztályfőnöke. 1898-ban titkos tanácsosi címmel is felruházták, 1901-től vatikáni nagykövet és meghatalmazott miniszter. 1908-ban az Aranygyapjas-rend lovagja lett, ezután 1911-től már párizsi nagykövet. Franciaországi munkájának az első világháború vetett véget. 1916-ban Pálffy Miklós halála után udvarnaggyá avanzsált és ezzel a főrendiház tagja is lett egyszerre.

## Családja
Mikes Johanna grófnőt (1866–1930) vette feleségül, aki három gyermeket szült neki:
- Ernesztina Johanna (1897–?)
- Miklós Antal Károly (1899–1945); neje: galánthai gróf Esterházy Alexia Mária (1910-1945)
- Johanna (1902–?)